# Sten Berglund (statsvetare)
Sten Erik Artur Berglund, född 10 augusti 1947 i Järbo, Gävleborgs län, död 25 augusti 2024 i Örebro, var en svensk statsvetare.
Berglund genomgick sin grundutbildning i statskunskap vid Umeå universitet. Efter genomgången forskarutbildning lade han fram sin doktorsavhandling, Masspartiet som kommunikationssystem, 1972 vid endast 25 års ålder. Han blev docent 1982.
Åren 1984–1992 var han professor i allmän statslära vid Helsingfors universitet och 1992–1997 i statslära, särskilt kommunikationslära vid Åbo Akademi / Österbottens högskola i Vasa.
Efter den finska sessionen återvände han till Sverige och blev 1995 professor vid Örebro universitet där han var med att bygga upp en av landets främsta forskarmiljöer kring demokrati och demokratiforskning. Han var även med att bygga upp forskarmiljöer vid andra universitet, bl.a. Mittuniversitetet. Berglunds egen forskning har främst rört demokratiseringen i Östeuropa och han hade ett långtgående samarbete med universitet i bl.a. Tyskland och Bulgarien. Han är en av de flitigast internationellt citerade svenska statsvetarna.